# Joanic II
Joanic II de Lindos (en grec Ιωαννίκιος Β' ο Λίνδος) va ser patriarca de Constantinoble quatre vegades, entre els anys 1646 i 1656.
Havia nascut a Lindos, una ciutat de l'illa de Rodes. L'any 1624 el patriarca Ciril Lucaris el va nomenar metropolità d'Heraclea de Perint. Amb el suport del voivoda de Moldàvia va ser nomenat patriarca de Constantinoble al novembre de 1646. Durant el segle xvii, eren freqüents les intrigues i les baralles a la comunitat ortodoxa grega i al Sant Sínode cosa que provocava canvis i substitucions de patriarques. Entre l'any 1595 i el 1695, hi va haver seixanta-un canvis i es van nomenar trenta-un patriarques. Aquests canvis freqüents eren encoratjats per les autoritats otomanes que rebien una quota per cada nomenament. Joanic també va ser deposat i reelegit. La primera deposició va ser el 28 d'octubre de 1648, reinstal·lat per segona vegada el juny de 1651, deposat el juny de 1652, i nomenat de nou des d'abril de 1653 fins al març de 1654 i des de març de 1655 fins al juliol de 1656. L'any 1654 va ser tancat a la presó, perquè havia acumulat molts deutes davant de la Sublim Porta. Quan va ser deposat per última vegada l'any 1656 el van nomenar bisbe de Citnos i de Kea, on es va retirar fins a la seva mort l'any 1659 o 1660.